# Peter Weissflog
Peter Weissflog (* 1947 in Innsbruck) ist ein deutscher Regisseur, Autor und Drehbuchautor. Er drehte und schrieb die Fernsehserien Weißblaue Geschichten, Der Millionenbauer, Glückliche Reise und Dr. Stefan Frank.

## Leben
Weissflog arbeitete zunächst 10 Jahre als Regieassistent bei Film und Fernsehen mit, unter anderem bei Derrick und Der Alte. In  30 Filmen war er Assistent bei den Regisseuren Alfred Vohrer, Alfred Weidenmann, Rolf Thiele, Zbyněk Brynych, Helmuth Ashley, Theodor Grädler, Günter Gräwert, Erik Ode, Wolfgang Schleif, Harald Reinl und Franz Antel. Seit 1981 arbeitet Weissflog als Regisseur und Autor.

## Bücher
- Tod im Elefantenhaus. Heyne, München 1982
- Der Schatz im Niemandsland. Loewe-Verlag, Bindlach 1987
- Wolly Cosmopolly. Kinderbuchserie, Schneider-Verlag, München 1990
- Das Internat am Genfer See. Schneider-Verlag, München 1996

## Drehbücher
Er ist Verfasser mehrerer Drehbücher zu Fernsehfilmem, Serien und Theaterstücken. Hierzu gehören Die rosarote Mamba, ein Theaterstück, die Tatortfolge Tod im Elefantenhaus, Der Millionenbauer, die Folge Man lebt nur einmal aus Ein Fall für Zwei, 6 Episoden aus Heidi und Erni, Tod auf Bali, 22 Episoden aus Glückliche Reise.

## Regie
Weissflog führte Regie in vielen Fernsehserien, unter anderem in Ein Stück von Euch, Heidi und Erni, Es muß nicht immer Mord sein, Der Schatz im Niemandsland, Weißblaue Geschichten, Dr. Stefan Frank, Familie Dr. Kleist und Der Arzt vom Wörthersee.
Des Weiteren in den Fernsehfilmen  Auch Handwerker sind Menschen, Pumuckl und sein Zirkusabenteuer, Der Millionenbauer, Oh du Fröhliche, Unterholz, Lotti auf der Flucht und drei Folgen der Inga-Lindström-Reihe: Hannas Fest, Das Herz meines Vaters und Zwei Ärzte und die Liebe.